# Clonderalaw Bay
Clonderalaw Bay är en vik i republiken Irland.   Den ligger i grevskapet An Clár och provinsen Munster, i den västra delen av landet, 220 km väster om huvudstaden Dublin.